# Hydroptila constricta
Hydroptila constricta är en nattsländeart som beskrevs av Bueno-soria 1984. Hydroptila constricta ingår i släktet Hydroptila och familjen smånattsländor. Inga underarter finns listade i Catalogue of Life.